# AirBaltic
airBaltic, legalmente constituida como AS Air Baltic Corporation, es la aerolínea de bandera de Letonia creada en agosto de 1995. Su oficina central se encuentra en los terrenos del Aeropuerto Internacional de Riga en el municipio de Mārupe, cerca de Riga. Su Hub principal está en el Aeropuerto Internacional de Riga, con bases secundarias en el Aeropuerto de Tallin y el Aeropuerto de Vilnius.

## Historia

### Historia temprana

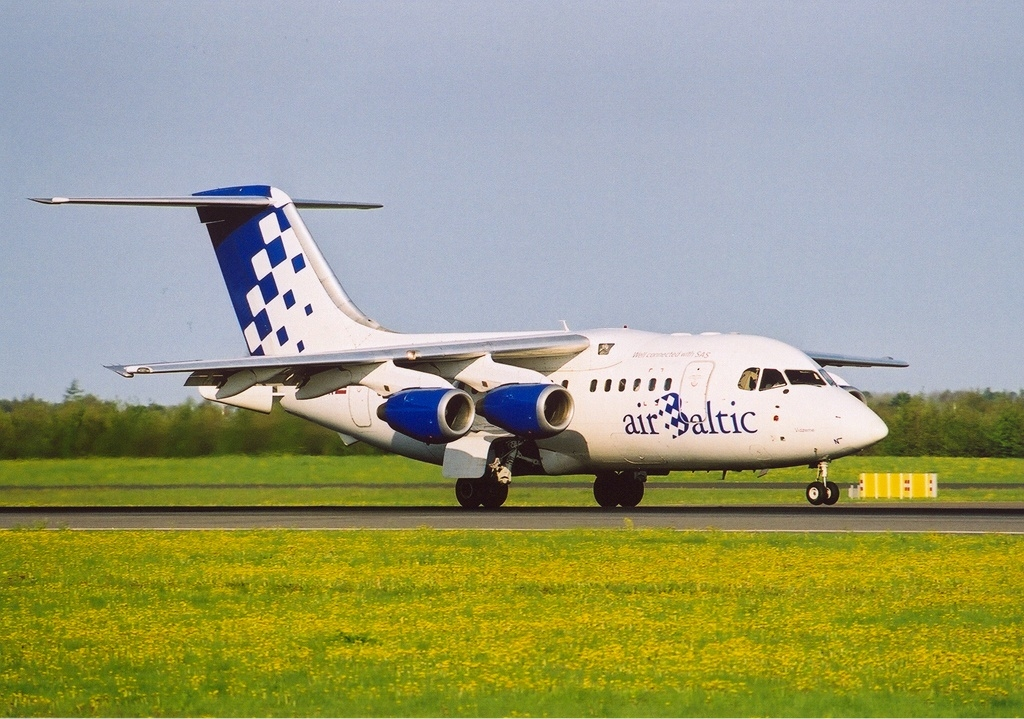
Un antiguo airBaltic Avro RJ70 con librea histórica, que se retiró en 2005

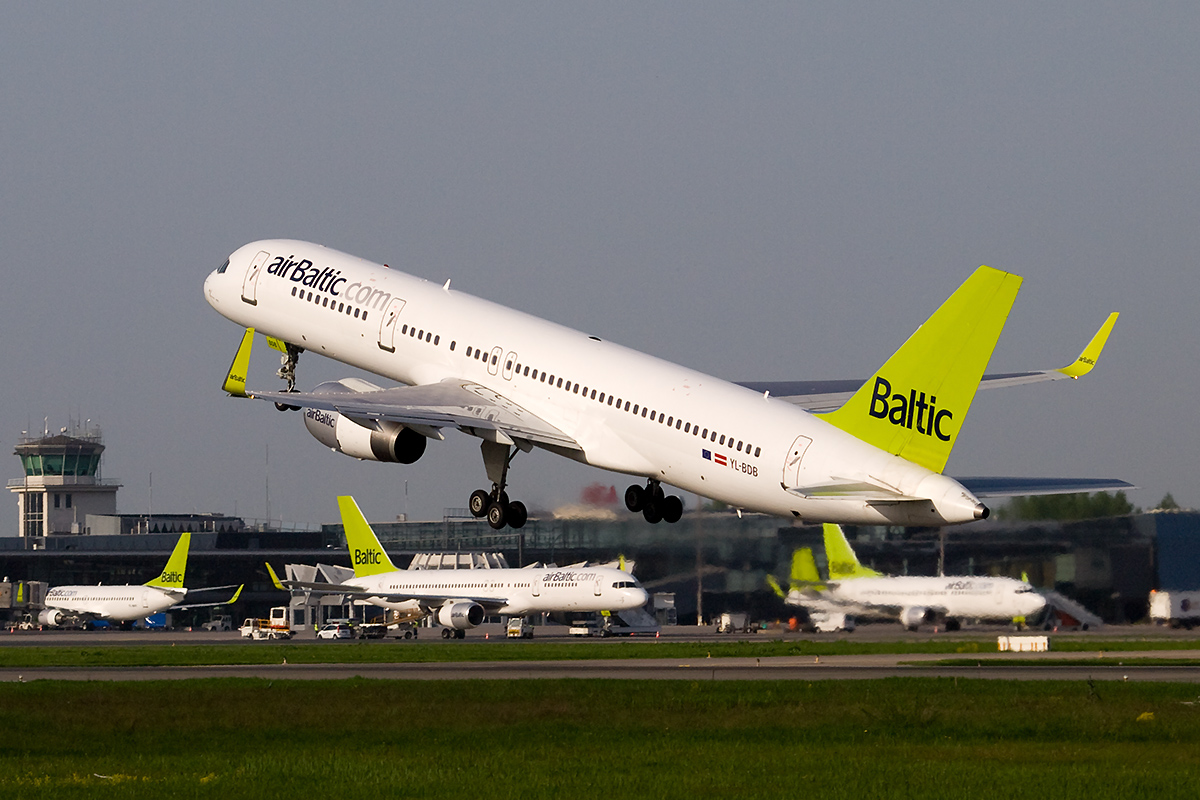
Un airBaltic Boeing 757-200WL despegando del Aeropuerto Internacional de Riga, la base de la aerolínea, con otros aviones de la flota al fondo (mayo de 2010)

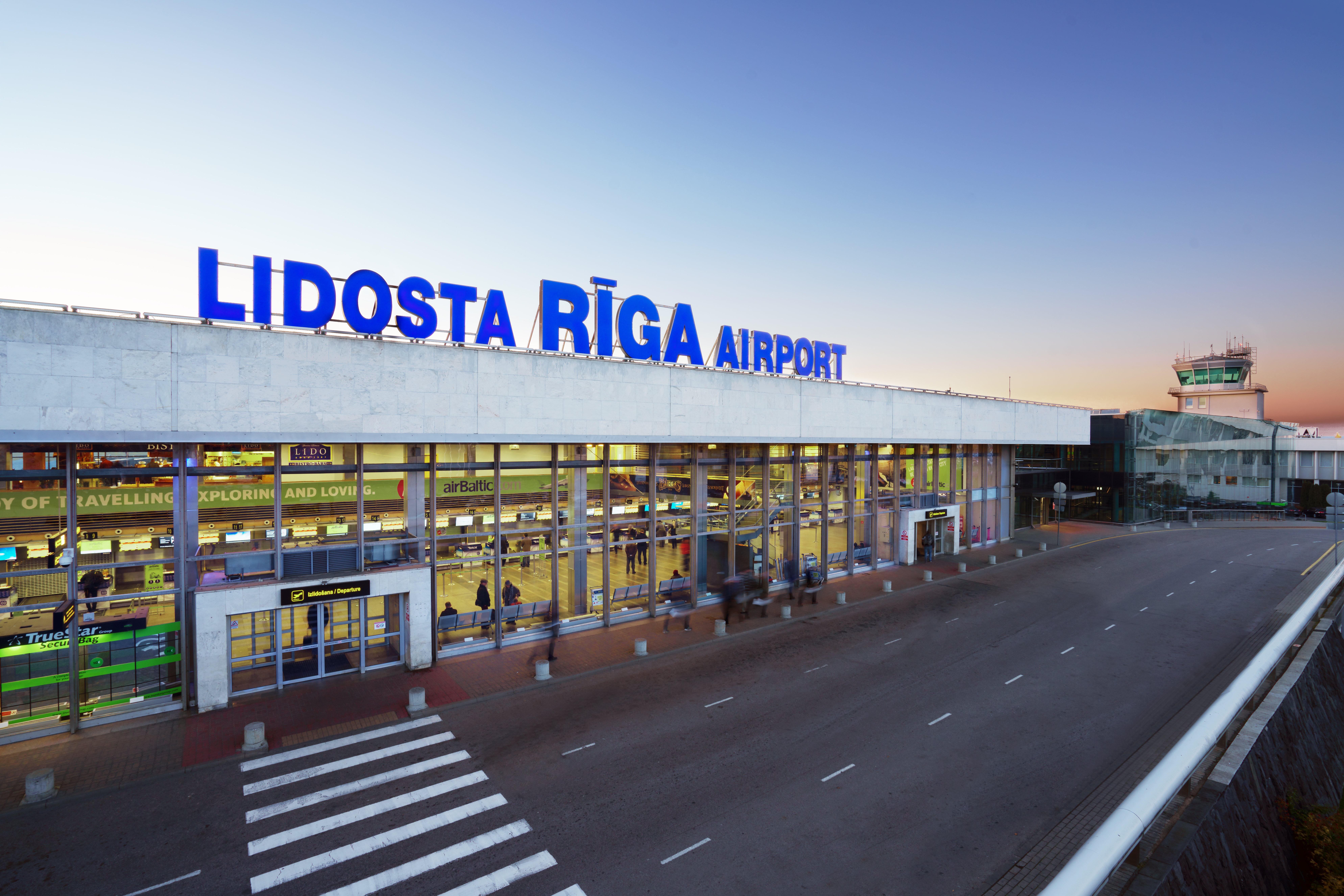
El centro de la aerolínea, Aeropuerto Internacional de Riga, también alberga las oficinas centrales corporativas.

La aerolínea se estableció como  'Air Baltic'  el 28 de agosto de 1995 con la firma de una empresa conjunta entre Scandinavian Airlines (SAS) y el estado letón. Las operaciones comenzaron el 1 de octubre de 1995 con la llegada del primer avión de Air Baltic, un Saab 340, a Riga, y esa tarde el avión realizó el primer vuelo de pasajeros con destino a Air Baltic.
En 1996, se entregó el primer  Avro RJ70 de la aerolínea; y Air Baltic se unió al club de viajeros frecuentes SAS como socio. 1997 vio la apertura de un departamento de carga y, en 1998, se entregó el primer avión Fokker 50 de la aerolínea. La librea adoptada era principalmente blanca, con el nombre de la aerolínea escrito en azul en el fuselaje delantero, el logo 'B' estaba muy estilizado con cuadros azules. El patrón azul a cuadros se repitia en la  aleta de cola. [cita requerida]
En 1999, airBaltic se convirtió en una sociedad anónima; anteriormente era una sociedad de responsabilidad limitada. Todos sus Saab 340 fueron reemplazados por Fokker 50. En septiembre, la aerolínea había comenzado a operar bajo los Estándares Operativos de Aviación Europeos, o JAR ops. Air Baltic dio la bienvenida al nuevo milenio introduciendo nuevos uniformes y abriendo un centro de carga en el aeropuerto de Riga.
El primer  Boeing 737-500 se incorporó a la flota en 2003, y el 1 de junio de 2004, Air Baltic lanzó servicios desde la capital lituana, Vilnius, inicialmente a cinco destinos. En octubre de 2004, Air Baltic fue rebautizado como AirBaltic. Su librea actual consiste en un fuselaje completamente blanco y el estabilizador en 
color  lima. AirBaltic.com se muestra en la parte superior delantera del fuselaje, y la palabra "Baltic" se repite en azul en la parte inferior de la aleta de cola. En diciembre de 2006, el primer Boeing 737-300 se incorporó a la flota y se configuró con winglets. En julio de 2007, AirBaltic introdujo un sistema de facturación en línea. Fue el primer sistema de facturación en línea en los estados bálticos. En la primavera de 2008, dos Boeing 757 de larga distancia se unieron a la flota existente de AirBaltic. El 10 de marzo de 2008, se anunció que en los próximos tres años la aerolínea adquiriría nuevos aviones, experimentando la mayor expansión de flota en la historia de la compañía. Las nuevas incorporaciones fueron aviones  De Havilland Dash 8-400 next generation. [cita requerida]
AirBaltic tenía fuertes vínculos con SAS, que poseía el 47,2% de la aerolínea, y operaba vuelos frecuentes a los hubs de SAS en Copenhague, Oslo y Estocolmo. Algunos de los productos y servicios de AirBaltic todavía se comparten con SAS, incluidos horarios coordinados y salas de espera compartidas en los aeropuertos. AirBaltic no es miembro de ninguna alianza de aerolíneas pero tiene acuerdos de código compartido con varias aerolíneas miembros de Star Alliance y otras.
AirBaltic tenía centros secundarios en los Aeropuerto de Vilnius y Aeropuerto de Tallin. La mayoría de las rutas que comenzaron desde Tallin se cancelaron poco después de la apertura, lo que generó quejas del Departamento de Protección al Consumidor de Estonia.
En enero de 2009, SAS vendió la totalidad de su participación en la empresa (47,2% de la aerolínea) a Baltijas aviācijas sistēmas Ltd (BAS) por 14 millones lats letones. BAS era propiedad total de Bertolt Flick (presidente y director ejecutivo) hasta diciembre de 2010, cuando el 50% de las acciones de BAS se transfirieron a Taurus Asset Management Fund Limited, registrada en las Bahamas.

### Desarrollo desde 2010
En agosto de 2011, AirBaltic solicitó más de 60 millones de lats en capital a medida que sus pérdidas seguían aumentando, y sufrió especulaciones sobre su posición financiera y escándalos políticos durante 2011. A mediados de septiembre de 2011, la empresa anunció planes para despedir la mitad de sus empleados y cancelar alrededor de 700 vuelos al mes para evitar posibles paradas. La empresa también anunció que un inversor misterioso estaba dispuesto a pagar 9,6 millones de euros por 59.110 acciones adicionales. El 4 de octubre de 2011 se anularon los planes para realizar las inversiones necesarias en el capital de la aerolínea. El gobierno de Letonia y BAS acordaron invertir alrededor de 100 millones de lats en el capital social de la aerolínea en proporción a sus participaciones en AirBaltic. En relación con el acuerdo, Flick renunció como presidente y director ejecutivo a largo plazo de la aerolínea. Martin Gauss, ex director ejecutivo de la aerolínea húngara  Malév, se convirtió en el nuevo director ejecutivo.
AirBaltic anunció el 23 de septiembre de 2010 que establecería un nuevo centro secundario en el Aeropuerto de Oulu, pero a principios de 2012 se confirmó que los planes del Hub de Oulu se habían cancelado debido a problemas financieros de AirBaltic.
El programa de reducción de costes, iniciado por AirBaltic, cuyo objetivo era volver a la rentabilidad en 2014, obtuvo resultados mejores que los previstos en 2012, al reducir sus pérdidas a 27,2 millones de euros, desde los 121,5 millones en 2011.
La participación accionaria del estado había sido del 99,8% desde el 30 de noviembre de 2011, tras el colapso de un banco vinculado con un paquete financiero negociado para la aerolínea, pero el 6 de noviembre de 2015 se informó que el Gabinete de Ministros de Letonia había aprobado planes para vender el 20% de airBaltic al inversor alemán Ralf Dieter Montag-Girmes por 52 millones de euros y acordó invertir otros 80 millones de euros en la aerolínea. El total de 132 millones de euros de capital fresco para la aerolínea está destinado a impulsar su plan de negocios Horizon 2021 y la modernización de la flota. Tras el cierre de Air Lituanica y Estonian Air respectivamente en junio y noviembre de 2015, es, junto a  Nordica, una de las dos aerolíneas de bandera en los países bálticos.
La entrega del Airbus A220/Bombardier CS300 fue muy esperada por airBaltic, ya que este nuevo tipo de avión se planeó originalmente para reemplazar la mayoría de los Boeing 737-300 y Boeing 737-500 de la aerolínea y ahora reemplazará a todos en 2020. La entrega del CS300 ocurrió el 29 de noviembre de 2016. El 28 de noviembre, Bombardier y airBaltic celebraron una ceremonia en Mirabel, Quebec, Canadá para la primera entrega del CS300. A bordo del vuelo inaugural, había 18 personas, incluidos 6 pilotos: 3 de Bombardier y 3 de airBaltic. La aerolínea recibió dos CS300 en 2016 y espera recibir seis en 2017, ocho en 2018 y cuatro más en 2020.
AirBaltic buscaba oportunidades para reemplazar su flota de turbohélice  Q400, y se consideraba que Bombardier y Embraer eran posibles futuros proveedores de aviones, con posibles entregas de 14 nuevos aviones a partir de 2020.
El 26 de septiembre de 2017, AirBaltic anunció que compraría al menos 14 aviones  CSeries adicionales de Bombardier antes de finales de 2018; planeaba cambiar a una flota totalmente de CSeries a principios de la década de 2020. Bombardier anunció pedidos adicionales de AirBaltic el 28 de mayo de 2018 e incluían 30 CS300 con opciones y derechos de compra para otros 30 CS300. Airbus adquirió una participación mayoritaria del 50,01% en el programa CSeries en octubre de 2017, y el acuerdo se cerró en julio de 2018; Posteriormente, la familia de aviones pasó a llamarse Airbus A220.
AirBaltic suspendió temporalmente sus operaciones el 17 de marzo de 2020 debido a la  pandemia de coronavirus, y los vuelos solo se reanudaron de forma limitada a partir del 18 de mayo de 2020.

## Asuntos corporativos

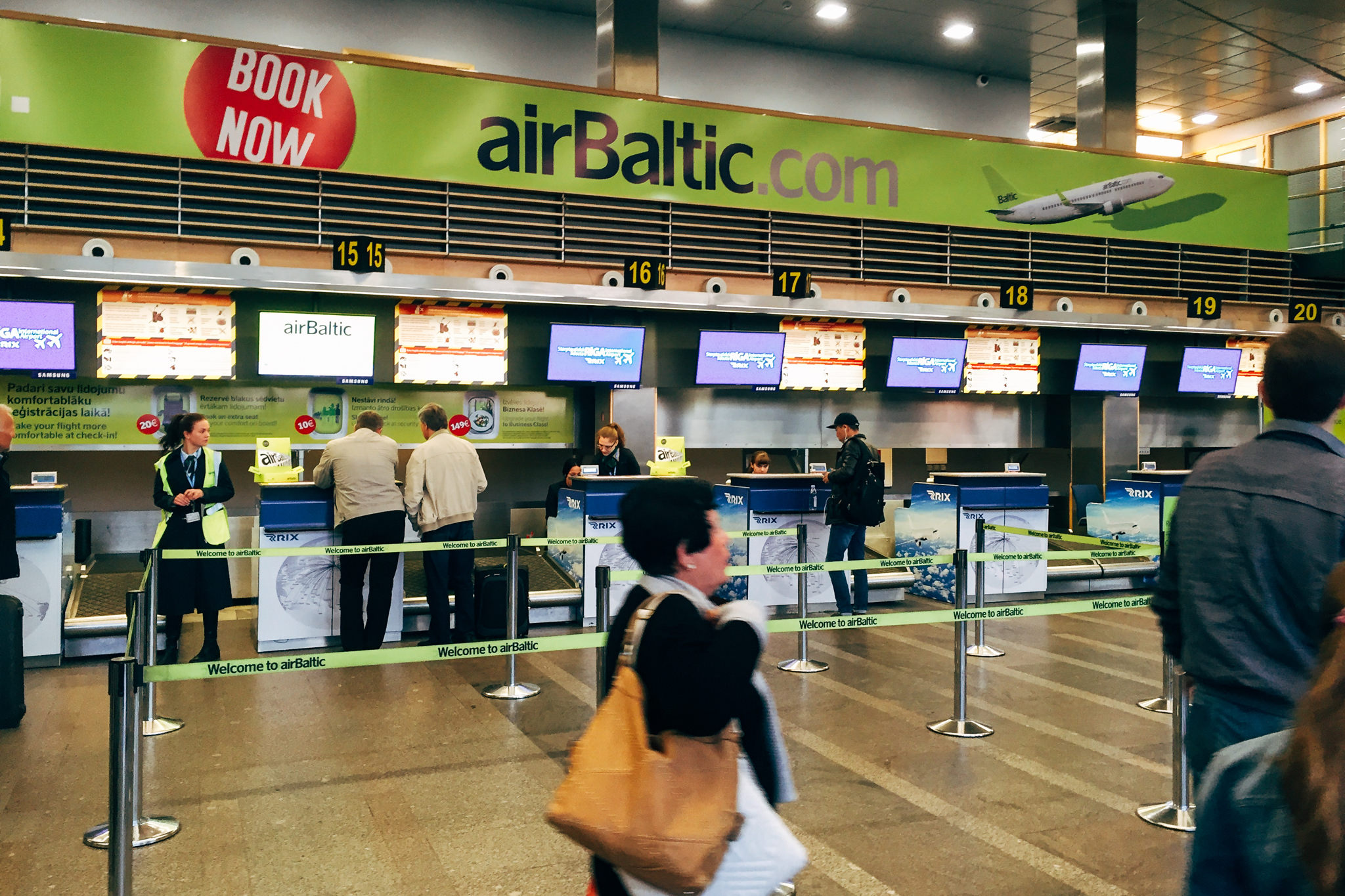
El área de check-in de airBaltic en el aeropuerto internacional de Riga

La cabina de un airBaltic Airbus A220

La oficina central actual en el aeropuerto de Riga abrió en 2016.

### Propiedad
airBaltic es una sociedad anónima, y los accionistas actuales (en abril de 2021) son:
| Accionista                                                                       | Participación |
| -------------------------------------------------------------------------------- | ------------- |
| Estado de la República de Letonia (representado por el Ministerio de Transporte) | 096.14%       |
| Aircraft Leasing 1 SIA (propiedad total del inversor privado Lars Thuesen)       | 03.86%        |
| Otros                                                                            | 00.0002%      |
| Total                                                                            | 100%          |

## Destinos
En el momento en que la compañía suspendió temporalmente sus operaciones, airBaltic operaba vuelos directos durante todo el año y de temporada desde Riga, Tallin y Vilnius, principalmente a destinos metropolitanos y de ocio dentro de Europa.
La compañía no operaba vuelos de larga distancia en el momento en que suspendió las operaciones.

### Acuerdos de código compartido
AirBalctic tiene firmados acuerdos de vuelo con código compartido con las siguientes aerolíneas:
- Aegean Airlines
- Aeroflot
- Air France
- Air Serbia
- Austrian Airlines
- Air Malta
- Azerbaijan Airlines
- Belavia
- British Airways
- Brussels Airlines
- Czech Airlines
- Etihad Airways
- Georgian Airways
- Iberia
- ITA Airways[40]
- KLM
- Scandinavian Airlines System
- LOT Polish Airlines
- TAP Portugal
- Tarom
- Ukraine International Airlines
- Uzbekistan Airways

## Flota

### Flota Actual

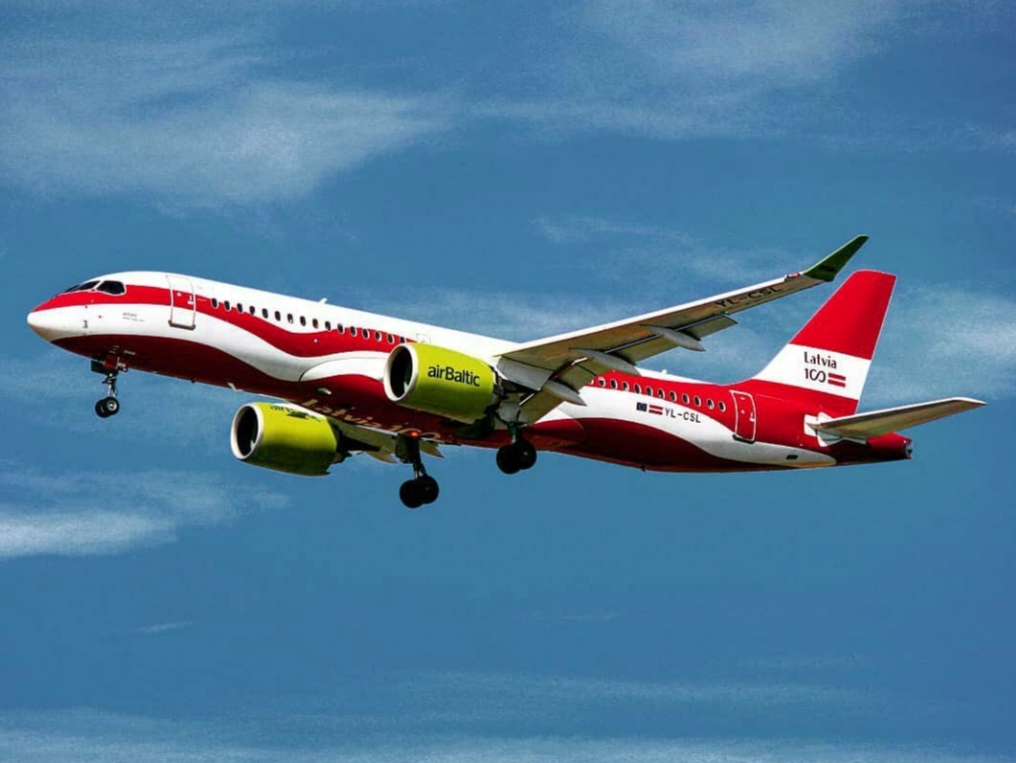
La librea especial de la bandera de Letonia en uno de los Airbus A220-300 de airBaltic

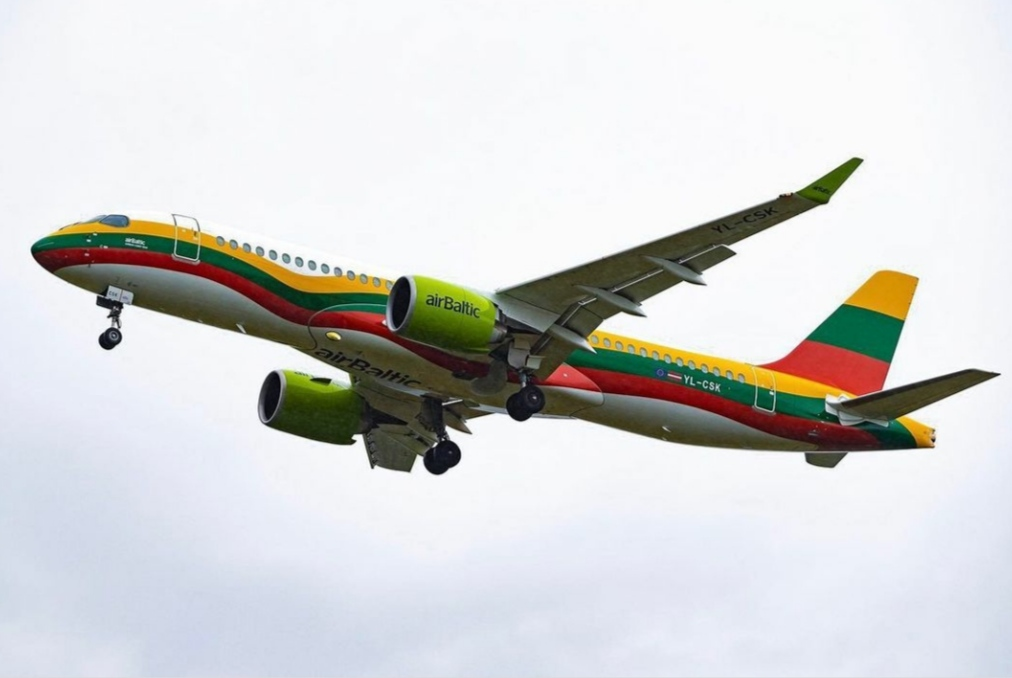
La librea especial de la bandera de Lituania en uno de los Airbus A220-300 de airBaltic

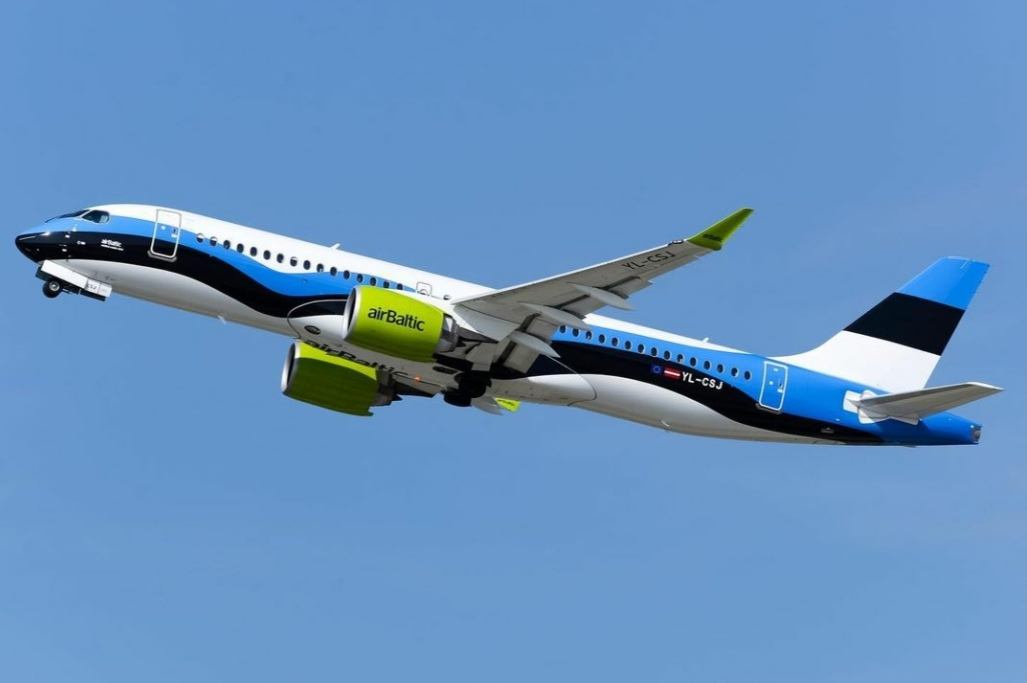
La librea especial de la bandera de Estonia en uno de los Airbus A220-300 de airBaltic

A fecha de febrero de 2025, la flota de AirBaltic consta de las siguientes aeronaves, con una edad media de 4.4 años:

### Librea

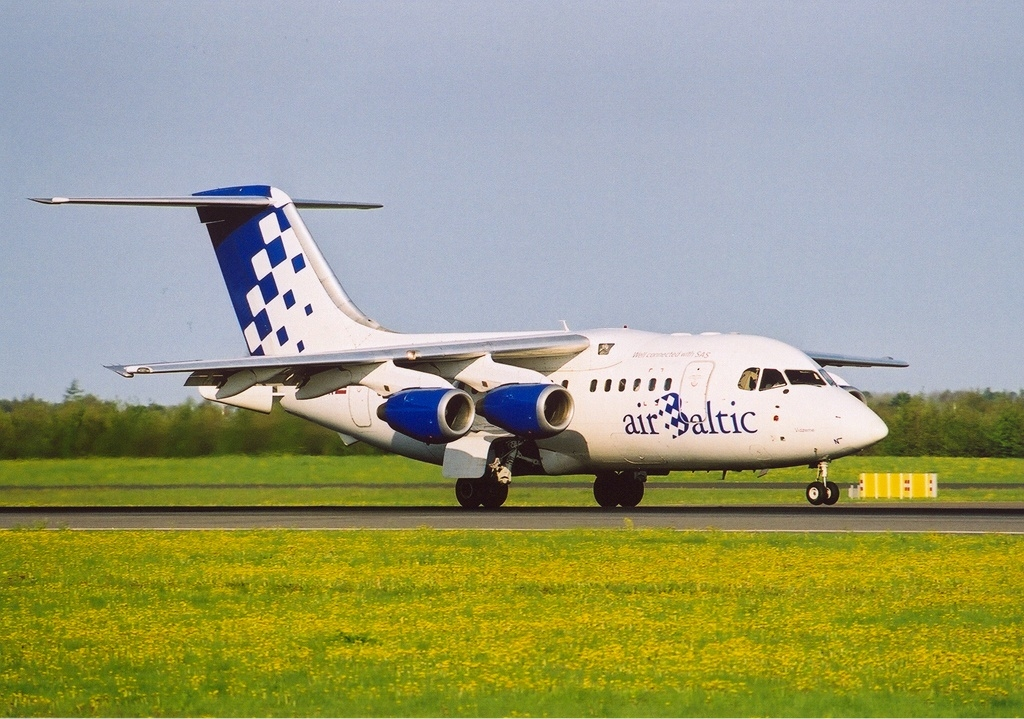
Un antiguo airBaltic Avro RJ70 con librea histórica, que se retiró en 2005

La librea original se pintó en Avro RJ70. El fuselaje era blanco, con el nombre de la aerolínea escrito en azul en el fuselaje delantero, la letra 'B' del logo estaba muy estilizado con cuadros azules. El patrón azul a cuadros se repitia en la aleta de cola.

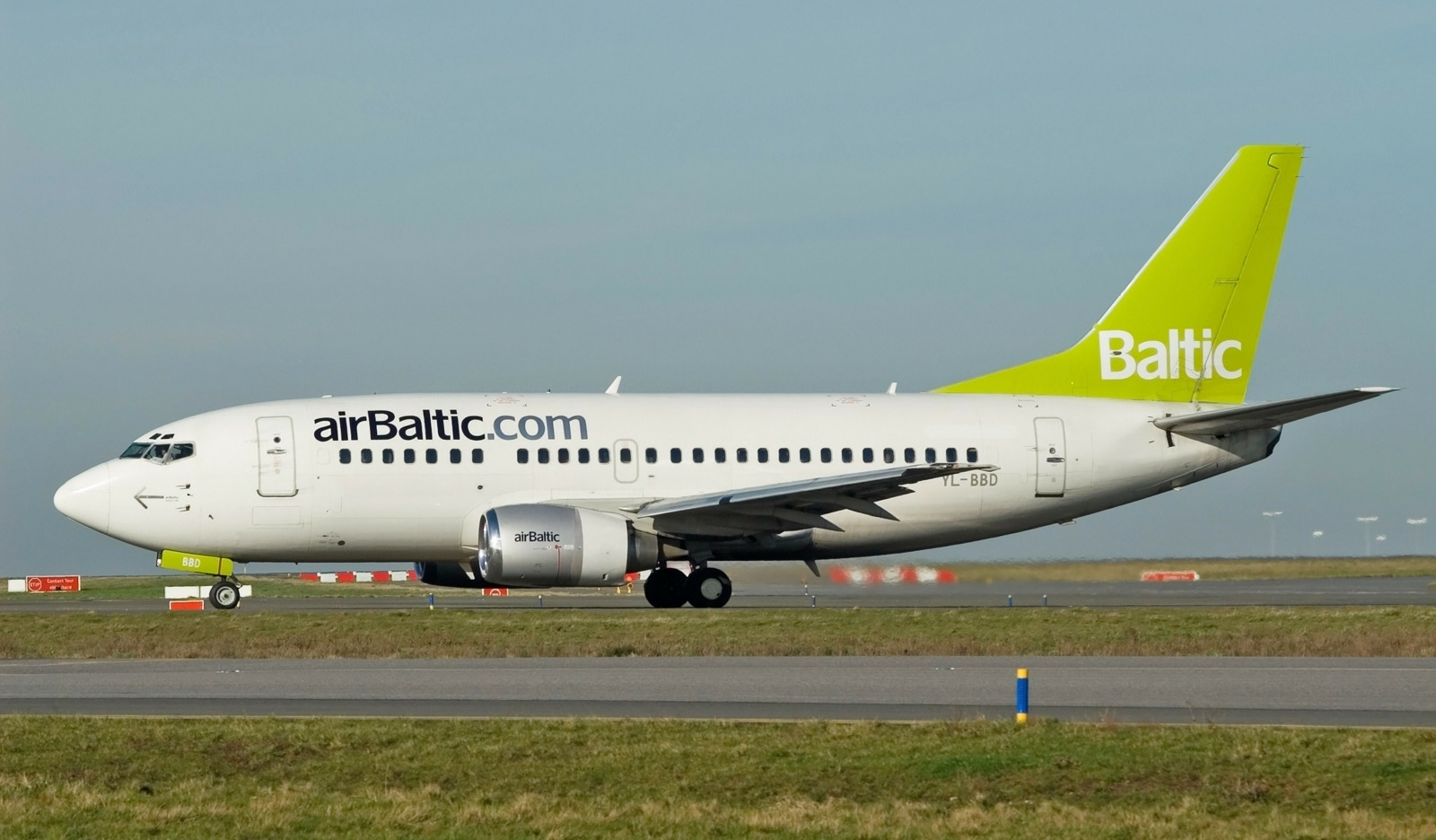
Librea con letras de 'Baltic' del estabilizador en blanco

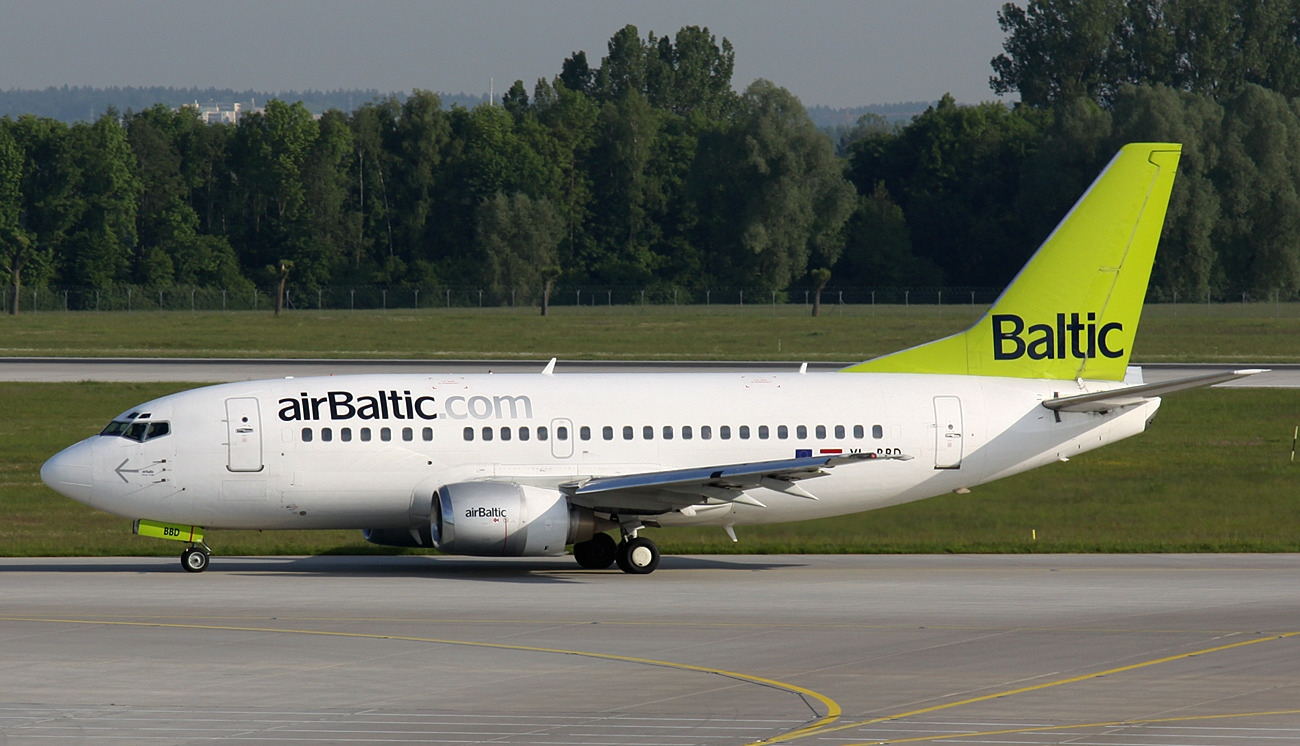
Librea con letras de 'Baltic' del estabilizador en negro

La librea de la segunda generación tenía las punta de ala y un estabilizador vertical en verde lima; sin embargo, el logotipo se cambió a airBaltic.com, con 'airBaltic' en azul oscuro y '.com' en gris y se pintó la palabra airBaltic en los motores, que estaban en su color metálico original. En una primera versión la palabra 'Baltic' escrita en el estabilizador estaba en blanco, para más tarde (2007) pintarlo en azul oscuro.

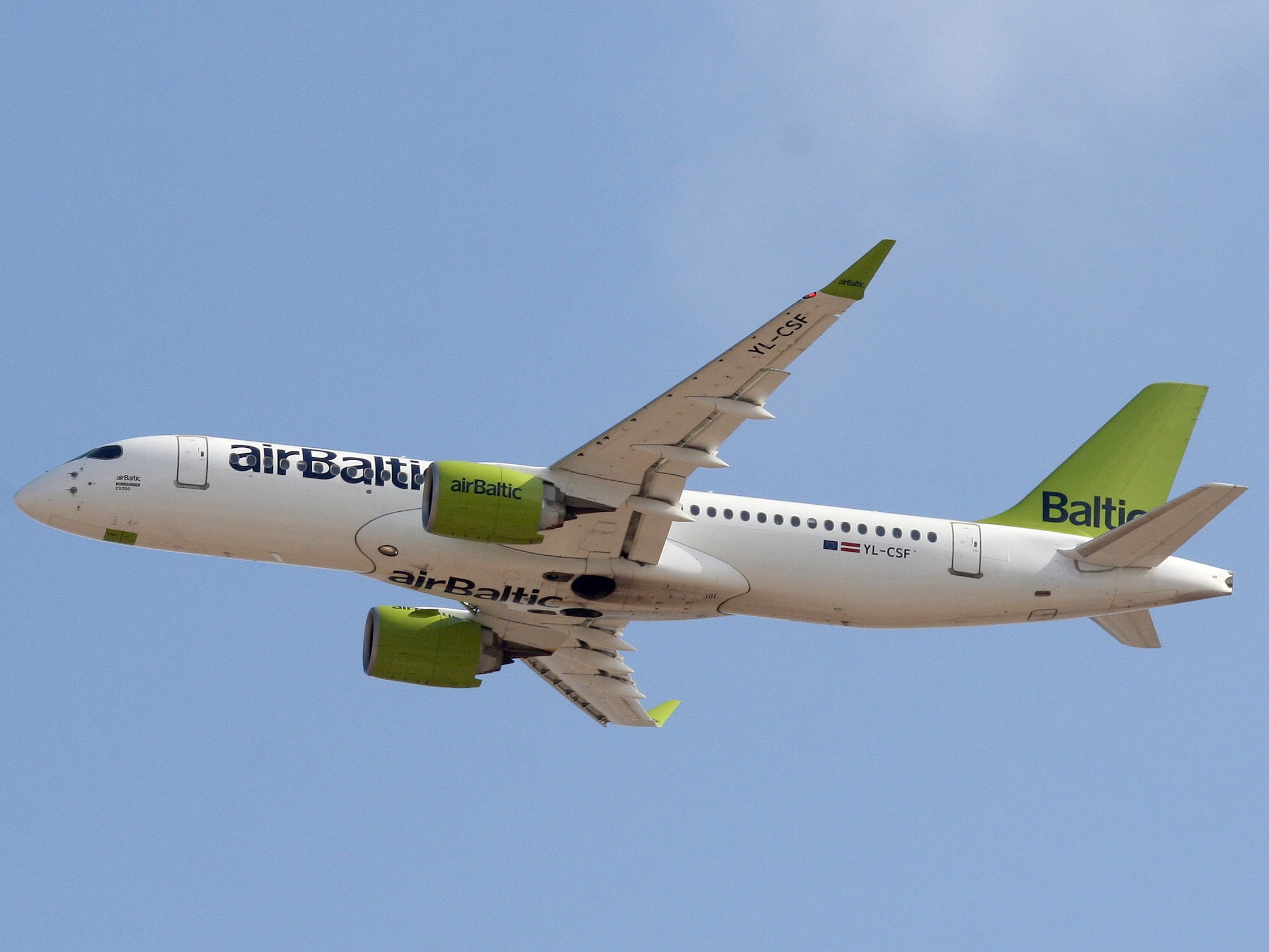
Un Airbus A220-300 de airBaltic con la librea actual sin actualizar (antes de diciembre de 2019)

La actualización de esta librea, hasta diciembre de 2019, consistía en un fuselaje blanco y un estabilizador vertical, puntas de las alas y motores de color verde lima. El logo, estilizado 'airBaltic', está pintado en oscuro azul en el fuselaje a través de las ventanas y en la parte inferior de la aeronave.

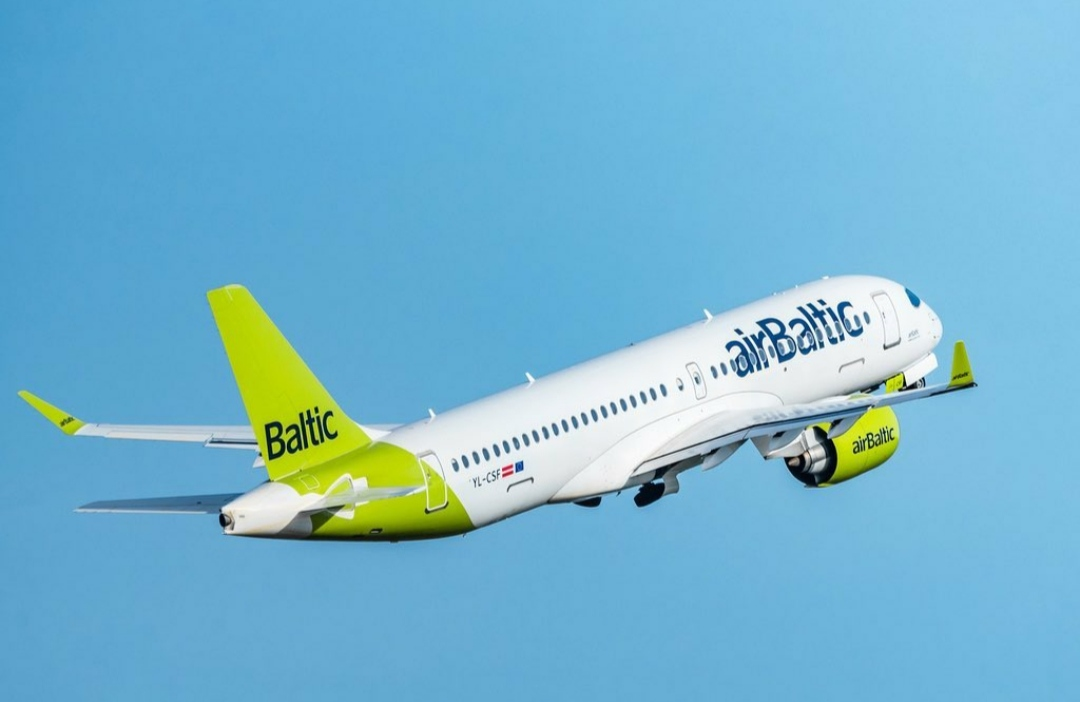
Un Airbus A220-300 de airBaltic con la librea actual (después de diciembre de 2019)

En diciembre de 2019, el fuselaje trasero debajo del estabilizador vertical también se pintó en verde lima, y el cono de la cola permaneció blanco.  Esta librea se utiliza principalmente en el A220.

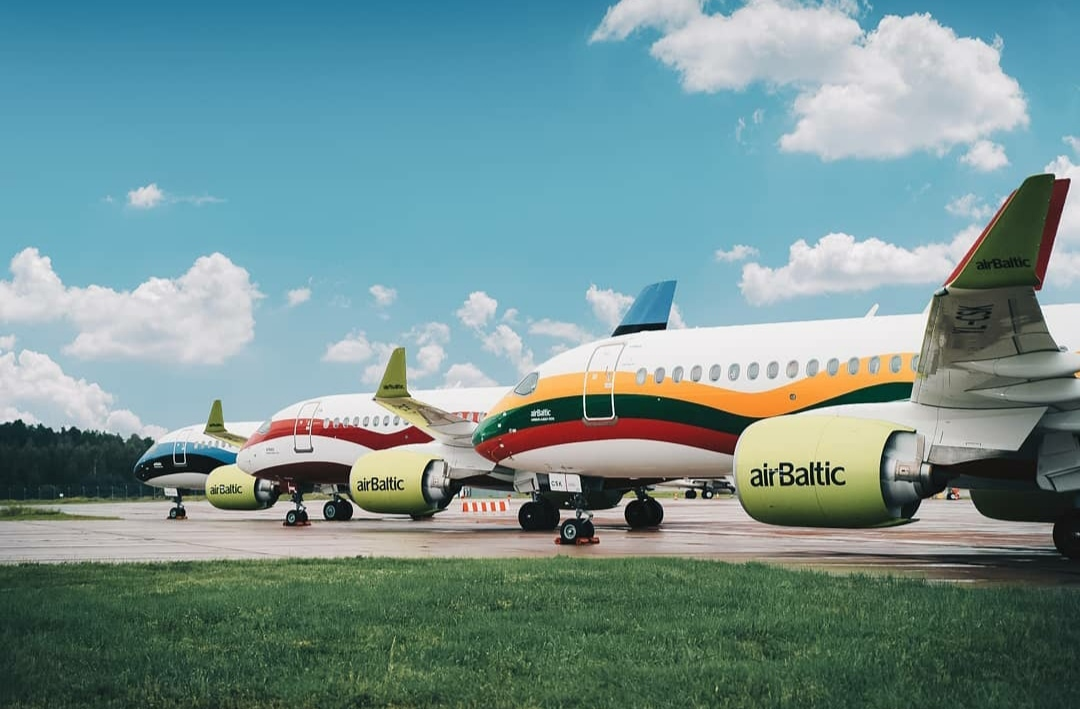
Morro del fuselaje de los aviones con libreas especiales

Para representar a los tres estados bálticos, tres de los A220 se han pintado con una serie de libreas de banderas nacionales: una para Letonia, Estonia y Lituania.

## Servicios

### Programa de viajero frecuente
AirBaltic utilizaba anteriormente el programa de viajero frecuente SAS EuroBonus, pero ahora tiene su propio programa de viajero frecuente llamado airBaltic Club, donde los viajeros pueden ganar 'pines' y recolectar sellos mientras viajan y recibir varias recompensas. Hay tres niveles: nivel Club, nivel Ejecutivo y nivel vip, cada uno con diferentes estructuras de recompensa.

### Servicios a bordo
En la mayoría de los vuelos, airBaltic ofrece un menú para comprar a bordo que ofrece alimentos y bebidas a la venta.

## Accidentes
- Una tripulación de airBaltic borracho, incluido un copiloto con siete veces el límite legal de alcohol, fue detenida por la policía en Oslo antes de un vuelo en 2015. El segundo oficial fue sentenciado a seis meses de cárcel, mientras que el capitán y los asistentes de vuelo también se enfrentaron a procedimientos después de una denuncia que les impidió hacerse cargo del vuelo desde Noruega.[53]
- El 17 de septiembre de 2016, un airBaltic de Havilland  Dash 8-400, registrado YL-BAI, que realizaba el vuelo BT-641, aterrizó en Riga sin su tren de morro debido a problemas con este.[54]
- El 6 de diciembre de 2017, debido a fuertes vientos y una superficie resbaladiza, un Boeing 737-500 de airBaltic se salió de una calle de rodaje después de aterrizar en el Aeropuerto Internacional Sheremetyevo de Moscú.[55]

### Datos financieros
En 2010 Air Baltic perdió casi 50 millones de euros y el estado de Letonia tenía el 52,6 por ciento de las acciones de la aerolínea. En 2011 perdió 121 millones de euros. En 2012 la compañía perdió 27 millones de euros y redujo las pérdidas de años anteriores.